# Land Grid Array

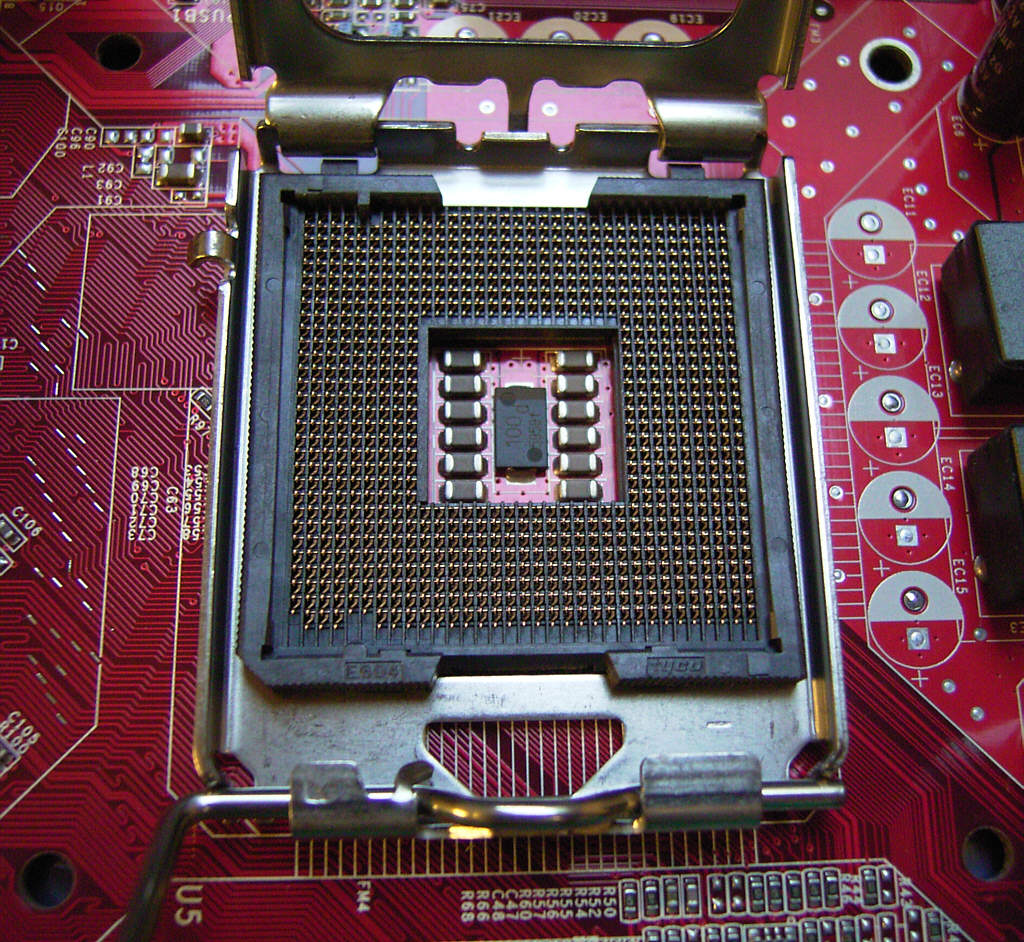
Un socket o zócalo T (LGA 775) en una placa base.

La matriz de contactos en rejilla o LGA (por sus siglas en inglés) es una interfaz de conexión a nivel físico para microprocesadores y circuitos integrados.
A diferencia de las interfaces de matriz de rejilla de pines (PGA) y matriz de rejilla de bolas (BGA), la interfaz LGA no presenta ni pines ni esferas, la conexión de la que dispone el chip es únicamente una matriz de superficies conductoras o contactos chapadas en oro que hacen contacto con la placa base a través del zócalo de CPU.
Su alineación de pines es vertical y horizontal.
Esta interfaz se beneficia por reducir el proceso de fabricación, amén de unas características térmicas, eléctricas y físicas superiores a las interfaces de chips previamente usados.

## Ventajas
- Reduce el uso de plomo (elemento tóxico para el medio ambiente) al eliminar la necesidad de soldar elementos de interconexión.
- Reduce problemas derivados por la expansión térmica. Los terminales de pines y esferas de los PGA y BGA sufren dilataciones distintas al propio chip, que derivan en problemas cuando el conjunto alcanza altas temperaturas durante su funcionamiento.
- Al no disponer de terminales, los chips resultan ser más resistentes a la manipulación, al eliminar la posibilidad de enviar a los posibles clientes chips con terminales doblados o dañados.

## Historia
Desde el año 1996, los sockets LGA han estado en uso en tecnología de procesadores MIPS R10000, R12000 y R14000.
En el año 2004, Intel estrenó su plataforma LGA Pentium 4 Prescott de núcleo 5x0 y 6x0. Todos los Pentium D, y los microprocesadores de escritorio Core 2 Duo utilizaban un zócalo LGA llamado LGA 775 (zócalo T).
En el primer trimestre del 2006, Intel cambió su gama de microprocesadores para servidores Intel Xeon a LGA con sus LGA 771 (zócalo J), a partir de la serie 5000.
AMD comenzó a ofrecer los procesadores LGA desde el segundo cuatrimestre del 2006 para la gama Opteron con zócalo F (LGA 1207), la interfaz no tuvo un uso generalizado hasta que AMD presentó su primer microprocesador LGA de zócalo FX Athlon 64 FX-74, a través de la placa base ASUS L1N64 SLI WS.

## Lista de zócalos LGA

### CISC
CISC (del inglés Complex Instruction Set Computer, en español Computadora con Conjunto de Instrucciones Complejas) es un modelo de arquitectura de computadores.

#### AMD

##### Computadoras de Sobremesa
- Socket AM5 (LGA 1718)
- Socket TR4 (LGA 4094)
- Socket sTRX4 (LGA 4094)

##### Servidores
- Socket F (LGA 1207)
- Socket C32 (LGA 1207), remplaza al Socket F
- Socket G34 (LGA 1974)
- Socket SP3 (LGA 4094)

#### Intel

##### Computadoras de sobremesa
- LGA 775 (zócalo T)
- LGA 1156 (zócalo H)
- LGA 1155 (zócalo H2)
- LGA 1150 (zócalo H3)
- LGA 1151 (zócalo H4)
- LGA 2066 (zócalo R4)

##### Servidores
- LGA 771 (zócalo J)
- LGA 1366 (zócalo B)
- LGA 1567 (zócalo LS)
- LGA 2011 (zócalo R)
- LGA 3647 (zócalo P)

### RISC
RISC (del inglés Reduced Instruction Set Computer, en español Computadora con Conjunto de Instrucciones Reducidas) es un modelo de arquitectura de computadores.

#### NEC

##### Servidores
- NEC VR12000 (LGA 599)[5]